# François-Guillaume Ducray-Duminil

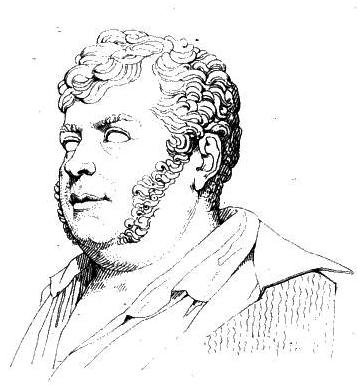
François-Guillaume Ducray-Duminil

François-Guillaume Ducray-Duminil (* 1761 in Paris; † 29. Oktober 1819 in Ville-d’Avray) war ein französischer Journalist und Schriftsteller. Er begründete den französischen Schauerroman.

## Leben und Werk
François-Guillaume Ducray-Duminil war in Paris zur Zeit der Französischen Revolution und danach ein sehr produktiver Autor. Er war Journalist und schrieb daneben Theaterstücke, Gedichte, Chansons, Erzählungen und Romane. Am bekanntesten ist er als Autor von Schauerromanen (damaliger französischer Terminus: Roman noir), die nach dem Vorbild von Anne Radcliffe geschrieben waren und das ganze 19. Jahrhundert hindurch in zahlreichen Auflagen gelesen wurden.  Der erfolgreichste Titel, Victor oder Der Sohn des Waldes (Victor, ou L’enfant de la forêt), wurde 2019 neu herausgegeben. Die Romane verbanden die schaurigen Elemente mit sentimentalen und moralisierenden. Mindestens drei seiner Romane wurden von René Charles Guilbert de Pixérécourt (und von Paul de Kock) in Theaterstücke umgearbeitet. Der Erfolg, den vor allem Pixerécourt mit seinen Rührstücken hatte, und zu dem Ducray-Duminil durch positive Kritiken journalistisch beitrug, verdunkelte völlig den Bezug zu den Romanen, der erst von der neueren Forschung wieder aufgedeckt wurde.
Mindestens 10 von Ducray-Duminils Texten wurden etwa zeitgleich auch ins Deutsche übersetzt. In der Geschichte der französischen Literatur weisen Ducray-Duminils Romane voraus auf die romantischen Romane von Balzac, Victor Hugo und George Sand.

## Werke (Auswahl)

### Romane
- Alexis, ou la Maisonnette dans les bois (1789)
  - (deutsch) Alexis oder das Häuschen im Walde. Wien 1794.
- Victor, ou l’Enfant de la forêt (1797) (angeregt durch den Fall des Victor von Aveyron, auch für die Bühne bearbeitet von René Charles Guilbert de Pixerécourt, 1798)
  - (moderne Ausgabe) Victor, ou l’Enfant de la forêt. Hrsg. Łukasz Szkopiński. Classiques Garnier, Paris 2019. (mit Bibliographie)
  - (deutsch) Victor, oder, der Sohn des Waldes. Johann Gottlob Beygang, Leipzig 1798. (übersetzt von Friedrich von Oertel, 1764–1807)
- Cœlina, ou l’Enfant du mystère (1798) (auch für die Bühne bearbeitet von René Charles Guilbert de Pixerécourt, 1800)
  - (deutsch) Cölina oder das Kind des Geheimnisses. Ein Seitenstück zu Victor. Leipzig 1800. (übersetzt von Friedrich von Oertel)
- Les Petits orphelins du hameau (1800)
- Paul, ou la Ferme abandonnée (1802)
  - (deutsch) Der furchtbare Bettler, oder der verlassene Meyerhof. Vom Verfasser von Lalotte und Fanfan. Leipzig und Wien 1803.
- Jules, ou le Toit paternel (1806)
  - (deutsch) Julius oder Das Vaterhaus.
- Le Petit Carillonneur (1809)
- La Fontaine Sainte-Catherine (1813)
- Madame de Valnoir, ou l’École des familles (1813) (auch für die Bühne bearbeitet von Paul de Kock)
- L’Hermitage Saint-Jacques, ou Dieu, le roi et la patrie (1815)
- Jean et Jeannette, ou les Petits aventuriers parisiens (1816)

### Jugend- und Erbauungsliteratur (Auswahl)
- Lolotte et Fanfan, ou les Aventures de deux enfants abandonnés dans une île déserte (1788)
  - (deutsch) Lalotte und Fanfan oder die Begebenheiten zweyer auf eine wüste Insel ausgesetzten Kinder. Eine Robinsonade. Wien 1796.
- Petit-Jacques et Georgette, ou les Petits montagnards auvergnats (1791) (Dorfidylle)
  - (deutsch) Hänschen und Gretchen oder die frohen Kinder. Eine Geschichte für Kinder. Nicolai, Berlin 1795.
- Les Soirées de la chaumière, ou les leçons du vieux père (1794)
- Les Cinquante francs de Jeannette (1799) (Erbauungsliteratur)
  - (deutsch) Nettchen, oder das Findelkind. Vom Verfasser von Lalotte und Fanfan. Wien 1802.
- Elmonde, ou la Fille de l’hospice (1804)
  - (deutsch) Elmonde oder das Kind des Geheimnisses. Berlin 1805. (übersetzt von Karl Ludwig Methusalem Müller, 1771–1837)
- Journées au village, ou Tableau d’une bonne famille (1804)
  - (deutsch) Gemälde der Beschäftigungen und Freuden einer glücklichen Familie. Eine Sammlung kleiner Geschichten, Mährchen, Apologen, zur nützlichen Belustigung der Jugend. Beygang, Leipzig 1806.